# Adrián Dalmau
Adrián Dalmau Vaquer (ur. 23 marca 1994 w Palma de Mallorca) – hiszpański piłkarz występujący na pozycji napastnika w polskim klubie Piast Gliwice.